# Pimelea spectabilis
Pimelea spectabilis är en tibastväxtart som beskrevs av John Lindley. Pimelea spectabilis ingår i släktet Pimelea och familjen tibastväxter. Inga underarter finns listade i Catalogue of Life.

## Bildgalleri

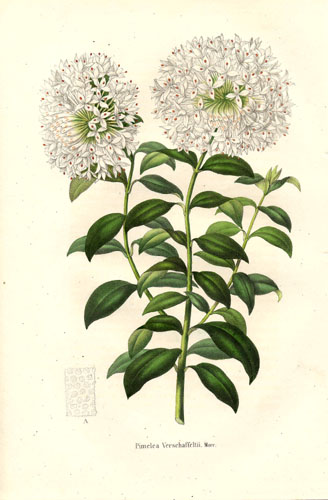